# 17193 Alexeybaran
A 17193 Alexeybaran (ideiglenes jelöléssel 1999 XC205) a Naprendszer kisbolygóövében található aszteroida. A LINEAR projekt keretében fedezték fel 1999. december 12-én.